# Бланзак ле Мата
Бланзак ле Мата (фр. Blanzac-lès-Matha) насеље је и општина у западној Француској у региону Поату-Шарант, у департману Приморски Шарант која припада префектури Сен Жан д'Анжели.
По подацима из 2011. године у општини је живело 336 становника, а густина насељености је износила 35,67 становника/km². Општина се простире на површини од 9,42 km². Налази се на средњој надморској висини од 45 метара (максималној 76 m, а минималној 23 m).

## Демографија
| 1962. | 1968. | 1975. | 1982. | 1990. | 1999. | 2011. |
| ----- | ----- | ----- | ----- | ----- | ----- | ----- |
| 249   | 263   | 281   | 268   | 308   | 296   | 336   |

График промене броја становника у току последњих година